# Microcercus stuckenbergi
Microcercus stuckenbergi är en kräftdjursart som beskrevs av Stefano Taiti och Franco Ferrara1983. Microcercus stuckenbergi ingår i släktet Microcercus och familjen Eubelidae. Inga underarter finns listade i Catalogue of Life.